# Alfred Piper (1868–1930)
Erik Adolf Alfred Piper, född 1 oktober 1868 i Sövde, Malmöhus län, död 3 oktober 1930 på Ängsö slott, Västmanlands län, var en svensk greve, kammarherre och rikshärold.

## Biografi
År 1901 tilldömdes Piper Ängsö slott, sedan hans farbror Alfred Piper också hade ärvt ättens skånska fideikommiss. Han blev kammarherre 1906 och 1920 ordensofficiant för Kungl. Maj:ts orden samt rikshärold.
Erik Piper var son till underlöjtnanten greve Eric Claës Gustaf Piper och Ebba Coyet. Han gifte sig den 18 december 1902 med Josephine Rudbeck (född 28 mars 1869, död 23 april 1954), dotter till hovmarskalken friherre Reinhold Ture Gustaf Carl Gabriel Rudbeck och friherrinnan Ida von Essen. Makarna Piper är gravsatta på Ängsö gamla kyrkogård.

## Utmärkelser

### Svenska utmärkelser
- Konung Gustaf V:s jubileumsminnestecken med anledning av 70-årsdagen, 16 juni 1928.[4]
- Konung Oscar II:s jubileumsminnestecken, 1897.[6]
- Kommendör av första klassen av Nordstjärneorden, 16 juni 1928.[4]
- Kommendör av andra klassen av Nordstjärneorden, 12 mars 1922.[7]
- Riddare av Nordstjärneorden, 12 mars 1920.[4][8]
- Riddare av första klassen av Vasaorden, 1914.[9]
- Rättsriddare av Johanniterorden, tidigast 1921 och senast 1925.[10][11]

### Utländska utmärkelser
- Kommendör av andra klassen av Badiska Zähringer Löwenorden, 1914.[4][6]
- Kommendör av andra klass av Luxemburgska Adolf av Nassaus civil- och militärförtjänstorden, 1908.[4][6]
- Riddare av andra klassen av Preussiska Kronorden, 21 september 1899.[4][6]
- Riddare av andra klassen av Ryska Sankt Annas orden, 1909.[4][6]
- Första klassen av Schwarzburgska hederskorset, 1911.[4][6]
- Riddare av Preussiska Johanniterorden, 1900.[4][6]